# Antarktis geografi

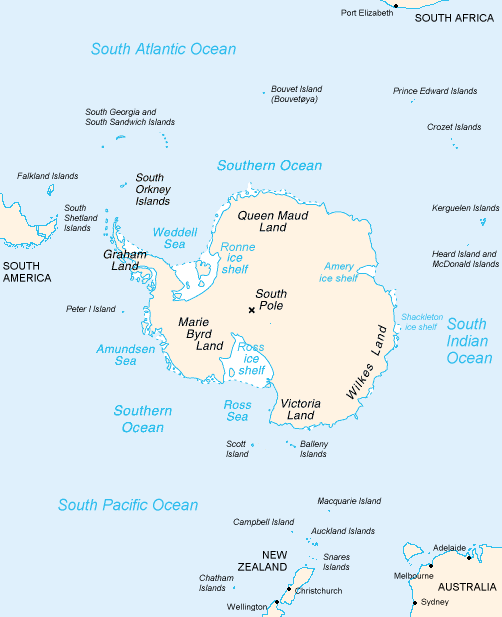
Antarktis och angränsande områden.

Antarktis är jordens femte största kontinent efter Asien, Afrika, Nordamerika och Sydamerika och således större än Europa och Australien. Landarealen uppskattas till cirka 14 miljoner kvadratkilometer. Antarktis utgör cirka nio procent av jordens landmassa och delas geografiskt i områden, hav och shelfisar.

## Allmänt

Södra polcirkeln som streckad linje.

Den antarktiska kontinenten ligger till största del inom södra polcirkeln (cirka 66:e breddgraden). Den totala landarealen uppskattas till cirka 14,4 miljoner kvadratkilometer varav cirka 280 000 kvadratkilometer är isfritt (snöfria områden på fastlandet kallas antarktiska oaser) och resten (cirka 13,82 miljoner kvadratkilomter) ligger under is. Kontinenten omges av Antarktiska oceanen som delas in i en rad delhav; kustlinjen beräknas är cirka 17 968 kilometer lång. Den längsta floden är Onyxfloden, och Vostoksjön är den största insjön (cirka 15 690 kvadratkilometer). Transantarktiska bergen delar Antarktis i en västlig och en östlig region. Genomsnittshöjden på cirka 2 300 meter över havet gör Antarktis till den högsta kontinenten i världen.

### Ytterpunkter
- Högsta plats: Vinson Massif (4 897 m ö.h.), region Ellsworths land
- Lägsta plats:
  - på land: Deep Lake (51 m u.h.), Vestfold Hills, region Princess Elizabeth Land
  - under is: Bentleys subglaciärgrav (2 555 m u.h.), region Marie Byrds land
- Nordligaste plats: Hope Bay, Antarktiska halvön, region Graham Land
- Sydligaste plats: Sydpolen (geografiska sydpolen)

## Västantarktis

Västantarktis till vänster i kartbilden

Västantarktis är kontinentens mindre hälft. Den delas in i:

### Områden
- Antarktiska halvön
  - Graham Land
  - Palmer Land
- Ellsworth Land
  - English Coast
  - Bryan Coast
  - Eights Coast
- Marie Byrd Land
  - Walgreen Coast
  - Bakutis Coast
  - Hobbs Coast
- Edward VII Land
  - Rupert Coast
  - Shiraze Coast

### Hav
- Scotiahavet
- Weddellhavet
- Bellingshausenhavet
- Amundsenhavet
- Rosshavet

### Shelfisar
De största shelfisområdena är:
- Filchner-Rønnes shelfis
- Larsens shelfis
- Georg VI:s shelfis
- Wilkins shelfis
- Abbots shelfis
- Getz shelfis
- Sulzbergers shelfis
- Ross shelfis

### Större öar och ögrupper
- Sydorkneyöarna
- Sydshetlandsöarna
- Adelaide Island
- Alexander Island
- Carney Island
- Peter I:s ö
- Thurston Island
- Roosevelt Island
- Rossön

## Östantarktis

Östantarktis till höger i kartbilden

Östantarktis är den större delen av kontinenten. Här ligger både den magnetiska (lite utanför kusten, är fysikalisk en nordpol, jämför Jordens magnetfält) och den geografiska sydpolen. Uppdelad i:

### Områden
- Coats Land
- Dronning Maud Land
  - Kronprinsesse Märtha Kyst
  - Prinsesse Astrid Kyst
  - Prinsesse Ragnhild Kyst
  - Prins Harald Kyst
  - Prins Olav Kyst
- Enderby Land
- Kemp Land
  - Mawson Coast
- Mac Robertson Land
  - Lars Christensen Coast
- Princess Elizabeth Land
  - Ingrid Christensen Coast
- Wilhelm II Land
  - King Leopold and Queen Astrid Coast
- Queen Mary Land
  - Knox Coast
- Wilkes Land
  - Budd Coast
  - Sabrina Coast
  - Banzare Coast
- Adélieland
- George V Land
- Oates Land
  - Pennell Coast
- Victoria Land
  - Borchgrevink Coast
  - Scott Coast
  - Shackleton Coast

### Hav
- Dumont d’Urvillehavet
- Davishavet
- Mawsonhavet
- Kong Haakon VII Hav
- Weddellhavet
- Scotiahavet

### Shelfisar
De största shelfisområdena är:
- Filchner-Rønnes shelfis
- Riiser-Larsens shelfis
- Fimbulisen
- Ekströms shelfis
- Amerys shelfis
- Västra shelfisen
- Shackletons shelfis
- Vojejkovs shelfis
- Ross shelfis

### Större öar och ögrupper
- Scottön
- Ballenyöarna
- Berkner Island

## Forskningsstationer
En rad länder har etablerat forskningsstationer i Antarktis.
Se vidare Lista över forskningsstationer i Antarktis.

## Nationella territoriekrav

Politiska landanspråk i Antarktis.

Flera länder ställer landanspråk på Antarktis, men sedan Antarktisfördraget saknar dessa krav dock praktisk betydelse.